# Gangcheng Lu
Gangcheng Lu (chiń. 港城路站) – stacja początkowa metra w Szanghaju, na linii 6. Zlokalizowana jest przed stacją Waigaoqiao Baoshuiqu Bei. Została otwarta 29 grudnia 2007.